# 八九式旋回機関銃
八九式旋回機関銃（はちきゅうしきせんかいきかんじゅう）は、大日本帝国陸軍の航空機関銃（機関銃）。本項ではその改良・派生型である、テ4（テ四） 試製単銃身旋回機関銃二型（しせいたんじゅうしんせんかいきかんじゅうにがた）についても詳述する。
八九式旋回機関銃・テ4ともに複座・多座機が装備する射手（銃手）操作の自衛用旋回機関銃として開発され、八九式旋回機関銃は1930年代初中期、テ4は1940年代初期から第二次世界大戦全期における帝国陸軍の主力旋回機関銃であった。

## 八九式旋回機関銃
1910年代、創始期の帝国陸軍航空部隊では旋回機関銃として地上用の三年式機関銃を改造（銃身の放熱装置を廃し、給弾には保弾帯を用いた）して用いていたが、これは不具合や発射速度の低さから満足のいくものではなかった。そのため、陸軍造兵廠東京工廠（のちの小倉陸軍造兵廠）によって国産軽機関銃である十一年式軽機関銃の機構をベースに、使用弾薬（実包）を八九式普通実包(7.7×58 mmSR)に変更して開発されたものが本銃である（オチキス機関銃系の流れを汲む）。設計は吉田智準陸軍少将、のちに薬室形状の改良を銅金義一陸軍中佐（のち少将）が行った。
1922年（大正11年）に十一年式軽機関銃の放熱装置を廃し、回転弾倉式とした甲号遊動式機関銃が試作されたが、いまだ単装であったために発射速度が不十分であり1925年（大正14年）に審査中止となった。続いてフランスのダルヌ機関銃の審査を行ない、機能は不十分であったが双連式であるために発射速度は十分であり、実用価値があると認められた。同年双連式である乙号遊動式機関銃が試作され、多数の試験改良の後に1929年（昭和4年）に八九式旋回機関銃として仮制式制定が上申された（上申時の名称は八九式回転機関銃）。なお、本銃と同時期に採用されたヴィッカーズ系の八九式固定機関銃とは全くの別物である。
八九式旋回機関銃は十一年式軽機関銃を銃身を外側にして横に倒し、二銃を並列にしたような機構をもち、左右の銃は連動せずにそれぞれ独立している。十一年式軽機関銃に由来する5発入りの挿弾子（クリップ）を用いた扇状の特殊な装弾機構であった。八九式旋回機関銃は使用済みの挿弾子を薬莢受（排出された薬莢を受ける袋）ではなく直接銃外に排出していたため、重爆撃機では飛散した挿弾子がプロペラを損傷したり、操縦者に当たったりすることがあった。また、高い発射速度を得るために双連（連装）としたため、大型かつ大重量となり、機上では大きな風圧を受け操作が困難であった。そのため挿弾子が飛散しないように、挿弾子18個を連結した形状をした保弾帯（この保弾帯は弾倉外部には排出されない）を使用するよう弾倉を改良した八九式旋回機関銃（特）が開発され、1932年（昭和7年）に仮制式に制定された。さらに、風圧があっても操作を容易にする目的で単銃身旋回機関銃であるテ1 試製単銃身旋回機関銃およびテ4 試製単銃身旋回機関銃二型が開発されることになった。
八九式旋回機関銃は主に満州事変・日中戦争（支那事変）初中期における主力旋回機関銃として使用された。
同じ連装の後継機関銃として、一式旋回機関銃がある。九九式双発軽爆撃機二型乙（キ48-II乙）では、後上方銃座の八九式旋回機関銃（特）が一式旋回機関銃に置き換えられた。また、太平洋戦争中期には、帝国陸軍主力固定機関砲であるホ103 一式十二・七粍固定機関砲を改造した新型旋回機関砲が登場し、九七式重爆撃機二型乙（キ21-II乙）では八九式旋回機関銃（特）をホ103に換装している。

### 搭載機

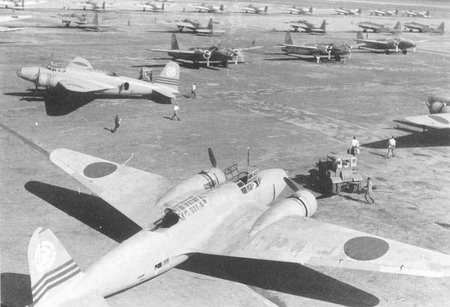
テ4を搭載した九七式重爆

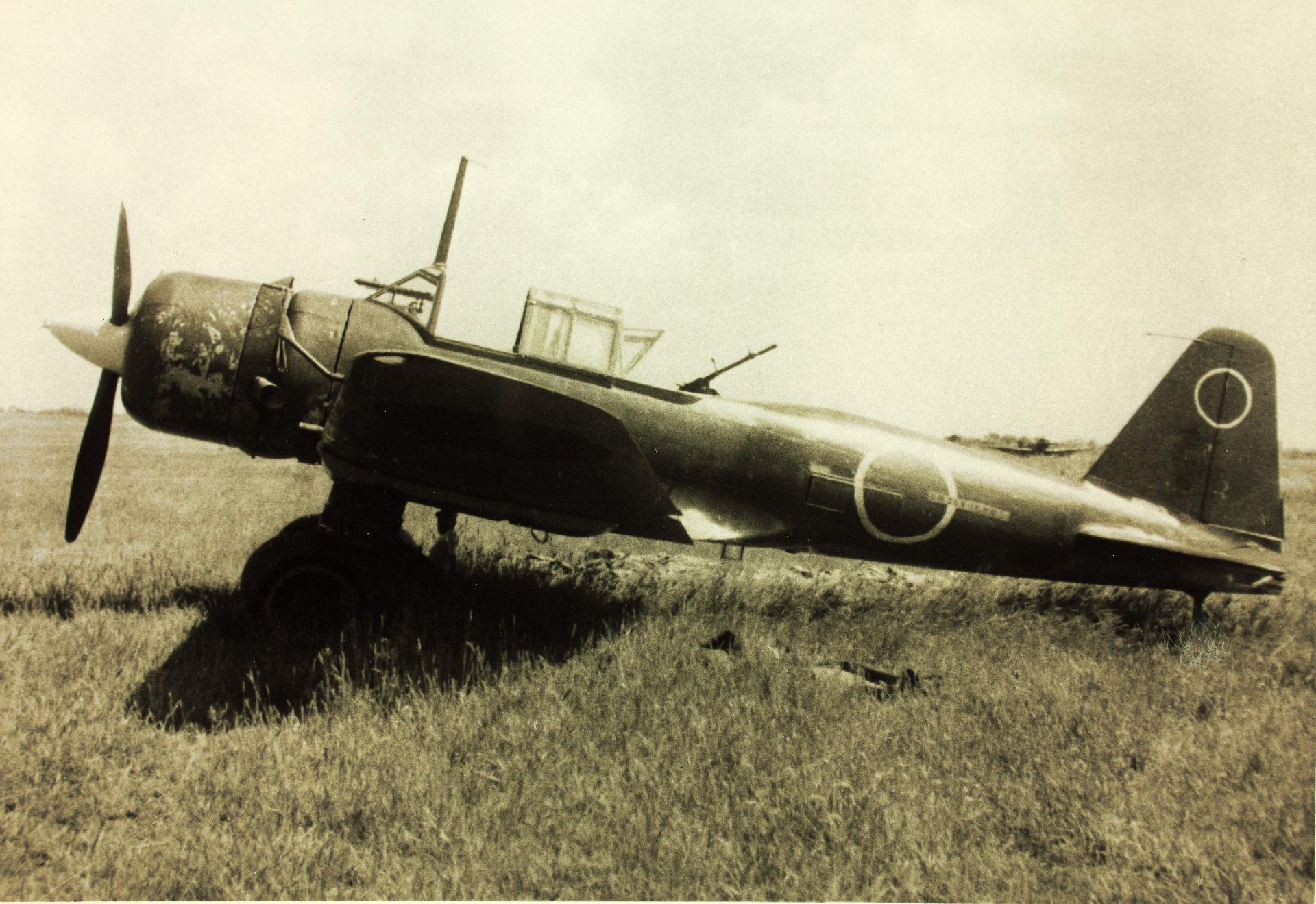
テ4を搭載した九九式軍偵

- 八七式重爆撃機
- 八八式偵察機
- 八八式軽爆撃機
- 九二式偵察機
- 九二式重爆撃機
- 九三式重爆撃機
- 九三式双軽爆撃機
- 九三式単軽爆撃機
- 九七式重爆撃機（特）
- 九七式軽爆撃機（特）
- 九八式軽爆撃機（特）
- 九九式双発軽爆撃機（特）

など

## テ4　試製単銃身旋回機関銃二型

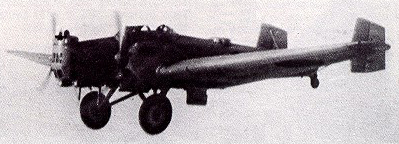
八九式旋回機関銃を搭載した九三双軽

テ4　試製単銃身旋回機関銃二型は、不都合があった上述の八九式旋回機関銃の左銃をベースに改造・開発された旋回機関銃である。そのため、テ4はしばしば「八九式旋回機関銃の単装型」と誤って紹介されるが、八九式旋回機関銃とテ4は設計が異なる別の機関銃であり、八九式旋回機関銃に単装と双連があるとする説は誤りである。ただしテ4に八九式～の名称が与えられた可能性はある（下記参照）。
給弾方式は円盤型回転弾倉を使用し、使用弾薬は八九式旋回機関銃と同じ八九式普通実包(7.7×58 mmSR)。重量は9.27kgで、八九式旋回機関銃の25kg、テ1 試製単銃身旋回機関銃の14.4kgに比べて軽量になった。
本銃の開発時には「試製単銃身旋回機関銃二型」といった計画・試作名称が存在し、のちにはさらに小口径航空機関銃を意味する「テ」を冠する「テ4」の試作名称が付与された。一般に本銃には「○○式旋回機関銃」といった制式名称はないとされるが、九九式旋回機関銃および八九式旋回機関銃（改単）と呼称する当時の資料や教範も存在する。また、機関部に「八九式（改単）」と刻印されたものがスミソニアン博物館等に現存している。
テ4は1940年度（昭和15年度）の生産開始以降、従来の八九式旋回機関銃やテ1に替わる新型旋回機関銃として日中戦争後期・ノモンハン事件・太平洋戦争（大東亜戦争）における7.7 mm級主力旋回機関銃として使用された。なお、ほぼ同時期にはドイツのラインメタル MG 15のライセンス生産品である九八式旋回機関銃が開発・採用されているが、量産開始が1942年1月と約1年の差がありテ4に比較すると生産数が少ない。量産開始以降は、一〇〇式重爆撃機二型や九九式双発軽爆撃機二型などでテ4から九八式旋回機関銃に換装された。
太平洋戦争中期には装甲を増した敵機に対して火力が不足し、テ4の生産は1943年12月で打ち切られている。大戦後期投入の四式重爆撃機「飛龍」はホ5 二式二十粍固定機関砲（旋回機関砲型）とホ103のみを搭載している。　
テ4の一部は航空機から外され、地上火器に改修された。

### 搭載機
- 九七式軽爆撃機
- 九七式司令部偵察機
- 九七式重爆撃機
- 九八式直協偵察機
- 九九式襲撃機
- 九九式軍偵察機
- 九九式双発軽爆撃機
- 一〇〇式司令部偵察機「新司偵」
- 一〇〇式輸送機
- 一〇〇式重爆撃機「呑龍」
- 一式双発高等練習機
- 三式指揮連絡機

など